# 30デイズ・ナイト
『30デイズ・ナイト』（サーティー・デイズ・ナイト、原題：30 Days of Night）は、2007年のアメリカ映画。スティーヴ・ナイルズによる同名のコミックを原作としている。

## あらすじ
アラスカ州バローは極夜の季節を迎えていた。その初日、保安官夫婦のエバンとステラは住民の飼い犬数十頭が殺されるという事件に遭遇した。さらに停電と電話不通が起こり、エバンが発電所に向かうと管理人は惨殺されていた。一連の事件の犯人はヴァンパイアであり、極夜に乗じて街へ繰り出し人々を襲い、30日間の狩りを始める。

## 登場人物
エバン・オルソン
演 - ジョシュ・ハートネット、日本語吹替 - 森川智之
バローの保安官。
ステラ・オルソン
演 - メリッサ・ジョージ、日本語吹替 - 湯屋敦子
バローの保安官。エバンとは夫婦だった。
マーロー
演 - ダニー・ヒューストン、日本語吹替 - をはり万造
千年以上前に人間との闘いで生き残ったヴィンセント一族の重鎮。今作における吸血鬼軍団のリーダー。劇中で独自の言語(古代東欧語)を話す。
謎の男
演 - ベン・フォスター、日本語吹替 - 桐本琢也
バローを陸の孤島にしようと暗躍する男。吸血鬼を崇拝し使役される下僕。
ボウ・ブロワー
演 - マーク・ブーン・ジュニア、日本語吹替 - 石住昭彦
バローに住む男。
ジェイク・オルソン
演 - マーク・レンドール、日本語吹替 - 井上剛
エバンの弟。
ウィルソン・ブロサン
演 - クレイグ・ホール、日本語吹替 - 桐本拓哉
バローの住民。ヘリコプターの操縦士。
ビリー・キトカ副保安官
演 - マヌー・ベネット
バローの副保安官。エバンの友人。

## 吸血鬼
人間を捕食する食物連鎖の頂点に君臨する存在。
容姿は人間に似ているが、爪は猛獣のようなかぎ爪、全ての歯が鮫のように鋭く、目はつり上がり黒く染まっている。不老不死で超人的な怪力と自己治癒力を持ち、大型SUVを数人で持ち上げて裏返し、顔の半分を失う大怪我でも数秒で回復する。また、マーローのような高齢の吸血鬼は一部の人間を魅了し使役する能力も有する。紫外線を浴びると肌が焼かれ重症を負うが、ニンニクや十字架が効くのかは不明。吸血鬼の牙や爪で怪我をした場合や吸血鬼の血液が体内に入った人間は徐々に肉体が変異して吸血鬼となる。ただし、過度な攻撃で殺害された被害者は吸血鬼に変わる事はない。マーローは配下の吸血鬼達に独自の言語(古代東欧語)を話して意思疎通しているが、元住民の吸血鬼は英語を話す。実際に元住民の少女が英語を話して襲い掛かる場面があり、吸血鬼と化した知人のジョンは人間のフリをしてエバンを誘き出すなど、言語だけでなく人間だった頃の知識や記憶を引き継いでいる。殺害方法は紫外線以外にも、頭部の破壊や首を切り落とす等がある。吸血鬼の弱点とされる銀製の銃弾や木の杭で心臓を貫く方法が有効かは不明。被害者の１人がマーローの胸を銃で撃った際に平然としていたことから少なくとも一般的な鉛の銃弾は効果が無いと思われる。

## スタッフ
- 監督：デヴィッド・スレイド
- 原作：スティーヴ・ナイルズ『30デイズ・ナイト』
- プロダクションデザイン：ポール・デナム・オースタベリー
- 美術：ナイジェル・チャーチャー、マーク・ロビンス
- 衣装デザイン：ジェーン・ホランド
- 舞台装置：ジャロ・ディック

【日本】
- 配給：ブロードメディア・スタジオ
- 宣伝：角川メディアハウス

## その他
映画の舞台となったアメリカ最北の居住地で住民の大半が先住民族イヌイットであるバローは、アメリカでの映画公開から9年後の2016年12月、住民投票によりイヌピアック語のウトキアグヴィク（Utqiaġvik）に公式名称が変更された。